# جون بف (سياسي)
جون بف هو سياسي كندي، ولد في 1821، وتوفي في 23 سبتمبر 1900. انتخب عضو مجلس نواب نوفا سكوتيا.